# Margareta Blomberg
Karin Maria Margareta Blomberg Isacsson, ogift Blomberg, född 11 mars 1943 i Rö församling, Roslagen, Stockholms län, är en svensk konstnär.
Margareta Blomberg är dotter till kamreren Carl-Georg Blomberg och konstnären Carin, ogift Nord. Margareta Blomberg är utbildad vid Konstfack 1959–1961 samt vid Gerlesborgsskolorna i Stockholm, Bohuslän och Frankrike 1962–1967. Hon har också genomfört fria teckningsstudier vid Konstakademien 1962–1963. Tillsammans med sin nu framlidne make Arne Isacsson, Gerlesborgsskolans skapare, deltog hon mycket i arbetet med skolan. Hon har genomfört en lång rad separatutställningar.
Blombergs bilder i främst olja sägs bära en spröd ömsint ton och kännetecknas av ett transparent ljus både när det gäller modellstudier och stilleben.
Blomberg finns representerad med offentliga arbeten hos Skolöverstyrelsen i Stockholm (Statens konstråd), Salberga sjukhus (Statens konstråd), Landstingets kanslibyggnad i Vänersborg och Uddevalla sjukhus.
Margareta Blomberg gifte sig 1966 med konstnären Arne Isacsson (född 1917), efter vilken hon blev änka 2010.